# ウスルタン県
ウスルタン県(ウスルタンけん、スペイン語：Departamento de Usulután)は、エルサルバドル東部の県。
県都はウスルタン。
2016年の人口は37万1257人で、全国の5.7%を占め、14県中6位。
面積は2130.4km2で、全国の10.1%を占め、14県中1位。
「ウスルタン」はピピル語で「オセロット」を表す。

## 人口
- 1992年9月27日：31万362人
- 2007年6月30日：35万2042人
- 2012年6月30日：35万8495人
- 2016年6月30日：37万1257人

## 隣接県
- 北～東：サン・ミゲル県
- 南：太平洋
- 西：サン・ビセンテ県

## 地理
- ヒキリスコ湾（英語版）：国際自然保護連合が第4類(種と生息地管理地域)に指定した。

## 主要都市
人口は2016年6月30日の値。
1. ウスルタン（英語版）：8万2258人(県都)
2. ヒキリスコ（英語版）：5万1064人
3. プエルト・エル・トリウンフォ（英語版）：2万297人
4. フクアパ（英語版）：2万98人
5. サンティアゴ・デ・マリア（英語版）：1万9397人
6. サンタ・エレナ（英語版）：1万8419人
7. ベルリン（英語版）：1万6928人
8. メルセデス・ウマニャ（英語版）：1万4257人
9. サンタ・マリア（英語版）：1万3670人
10. オサトラン（英語版）：1万3136人
11. フクアラン（英語版）：1万2919人
12. アレグリア（英語版）：1万2563人
13. コンセプシオン・バトレス（英語版）：1万2560人